# Lyon County (Minnesota)
 For alternative betydninger, se Lyon County. (Se også artikler, som begynder med Lyon County)
Lyon County er et county i den amerikanske delstat Minnesota. Amtet ligger i de sydvestlige del af delstaten og grænser op til Yellow Medicine County i nord, Redwood County i øst, Murray County i syd, Pipestone County i sydvest og mod Lincoln County i vest.
Lyon Countys totale areal er 1 869 km² hvoraf 19 km² er vand. I 2000 havde amtet 25.425 indbyggere. Amtet administration ligger i byen Marshall.
Amtet har fået sit navn efter general Nathaniel Lyon som døde under den amerikanske borgerkrigen.
44°25′N 95°50′V / 44.41°N 95.84°V